# Zonas Más Afectadas por el Conflicto
Se denominan Zonas Más Afectadas por el Conflicto Armado de Colombia (ZOMAC) al conjunto de 344 municipios que a lo largo del conflicto presenciaron mayor cantidad de actos violentos, actividad de grupos delictivos, número de víctimas y desplazados. La selección de los municipios se realizó a través de una metodología conjunta entre el Ministerio de Hacienda y Crédito Público, el Departamento Nacional de Planeación y la Agencia de Renovación del Territorio, posterior a la firma de los Acuerdos de paz entre el gobierno y las FARC-EP y según decreto presidencial 1650 de 9 de octubre de 2017.

## Antecedentes
El análisis sobre la geolocalización del Conflicto armado interno de Colombia no es reciente. El Centro de Recursos para el Análisis de Conflictos (CERAC) realiza la tipología de los municipios de Colombia según el conflicto, usando como principal fuente de información los datos sobre presencia de grupos armados y número de eventos del conflicto, clasificándolos en siete categorías: fuertemente afectado y persistente, levemente afectado y persistente, fuertemente afectado e interrumpido, levemente afectado e interrumpido, fuertemente afectado y finalizado, levemente afectado y finalizado y sin conflicto.
Igualmente, el Observatorio Colombiano para el Desarrollo Integral, la Convivencia Ciudadana  y el Fortalecimiento Institucional (IDECOFI) ha publicado diversos trabajos sobre la geografía del conflicto y también el Centro de Memoria, Paz y Reconciliación a través de su Informe ¡Basta Ya! Colombia: memorias de guerra y dignidad. Sin embargo, publicaciones más recientes han observado la relación entre la geografía, política y el conflicto armado, entre los que se incluye el trabajo de Luis Gabriel Salas-Salazar y José Luis Cadena Montenegro.
En el año 2013 la Comisión Nacional de Reparación y Reconciliación presentó un informe de los municipios de Colombia más afectados por el conflicto armado en las últimas dos décadas. Allí se encontró que las masacres cometidas 100 fueron en Medellín, 69 en Tumaco, 61 en Bogotá, 43 en Cali y 34 en Cúcuta; el número de desplazados en Buenaventura fue de 76.557, en Carmen de Bolívar de 71.761, en Tierralta de 55.666 y Santa Marta de 55.041; el número de homicidios a líderes en Valledupar fue de 145, en Medellín de 59, en Riosucio 58, en Tame de 44 y Barbacoas de 43.

## Variables ZOMAC
Para la selección de las Zonas Más Afectadas por el Conflicto Armado en Colombia, el Ministerio de Hacienda y Crédito Público, el Departamento Nacional de Planeación y la Agencia de Renovación del Territorio definieron ocho variables: Índice de Pobreza Multidimensional, Índice de desempeño fiscal, aglomeraciones del sistema de ciudades, Índice de Incidencia del Conflicto Armado, municipios priorizados en los programas de desarrollo con enfoque territorial, tiempo en vehículo a la capital de departamento, categorías de ruralidad y población. Las empresas que inviertan en estos municipios se acogen  beneficios tributarios.

## Lista de las Zonas Más Afectadas por el Conflicto Armado
A continuación se presenta la lista de los municipios seleccionados según decreto presidencial 1650 de 9 de octubre de 2017.

| Departamento | Municipio              |
| ------------ | ---------------------- |
| Antioquia    | Abejorral              |
| Antioquia    | Abriaquí               |
| Antioquia    | Alejandría             |
| Antioquia    | Amalfi                 |
| Antioquia    | Angostura              |
| Antioquia    | Anorí                  |
| Antioquia    | APARTADÓ               |
| Antioquia    | Argelia                |
| Antioquia    | Briceño                |
| Antioquia    | CÁCERES                |
| Antioquia    | Caicedo                |
| Antioquia    | Campamento             |
| Antioquia    | Carepa                 |
| Antioquia    | Caucasia               |
| Antioquia    | CHIGORODÓ              |
| Antioquia    | COCORNÁ                |
| Antioquia    | CONCEPCIÓN             |
| Antioquia    | Dabeiba                |
| Antioquia    | EL BAGRE               |
| Antioquia    | Frontino               |
| Antioquia    | Granada                |
| Antioquia    | Guadalupe              |
| Antioquia    | ITUANGO                |
| Antioquia    | MONTEBELLO             |
| Antioquia    | MURINDÓ                |
| Antioquia    | NARIÑO                 |
| Antioquia    | MUTATÁ                 |
| Antioquia    | NECHÍ                  |
| Antioquia    | NECOCLÍ                |
| Antioquia    | PUERTO BERRÍO          |
| Antioquia    | REMEDIOS               |
| Antioquia    | Salgar                 |
| Antioquia    | SAN ANDRÉS DE CUERQUÍA |
| Antioquia    | SAN CARLOS             |
| Antioquia    | SAN FRANCISCO          |
| Antioquia    | SAN LUIS               |
| Antioquia    | SAN PEDRO DE URABÁ     |
| Antioquia    | SAN RAFAEL             |
| Antioquia    | SANTA FÉ DE ANTIOQUIA  |
| Antioquia    | SANTO DOMINGO          |
| Antioquia    | Segovia                |
| Antioquia    | SONSÓN                 |
| Antioquia    | TARAZÁ                 |
| Antioquia    | Toledo                 |
| Antioquia    | Turbo                  |
| Antioquia    | Uramita                |
| Antioquia    | Urrao                  |
| Antioquia    | Valdivia               |
| Antioquia    | VEGACHÍ                |
| Antioquia    | VIGÍA DEL FUERTE       |
| Antioquia    | Yarumal                |
| Antioquia    | YOLOMBÓ                |
| Antioquia    | YONDÓ                  |
| Antioquia    | Zaragoza               |
| Arauca       | Arauca                 |
| Arauca       | Arauquita              |
| Arauca       | CRAVO NORTE            |
| Arauca       | Fortul                 |
| Arauca       | PUERTO RONDÓN          |
| Arauca       | Saravena               |
| Arauca       | Tame                   |
| Bolívar      | ARENAL                 |
| Bolívar      | CANTAGALLO             |
| Bolívar      | CÓRDOBA                |
| Bolívar      | EL CARMEN DE BOLÍVAR   |
| Bolívar      | EL GUAMO               |
| Bolívar      | MARÍA LA BAJA          |
| Bolívar      | MONTECRISTO            |
| Bolívar      | MORALES                |
| Bolívar      | RÍO VIEJO              |
| Bolívar      | SAN JACINTO            |
| Bolívar      | SAN JUAN NEPOMUCENO    |
| Bolívar      | SAN PABLO              |
| Bolívar      | SANTA ROSA DEL SUR     |
| Bolívar      | SIMITÍ                 |
| Bolívar      | TIQUISIO               |
| Bolívar      | ZAMBRANO               |
| Boyacá       | Chivor                 |
| Boyacá       | LABRANZAGRANDE         |
| Boyacá       | PAJARITO               |
| Boyacá       | Paya                   |
| Boyacá       | PISBA                  |
| Caldas       | ANSERMA                |
| Caldas       | BELALCÁZAR             |
| Caldas       | MARULANDA              |
| Caldas       | NORCASIA               |
| Caldas       | PALESTINA              |
| Caldas       | PENSILVANIA            |
| Caldas       | RIOSUCIO               |
| Caldas       | RISARALDA              |
| Caldas       | SAMANÁ                 |

| Departamento | Municipio                |
| ------------ | ------------------------ |
| Caquetá      | ALBANIA                  |
| Caquetá      | BELÉN DE LOS ANDAQUÍES   |
| Caquetá      | CARTAGENA DEL CHAIRÁ     |
| Caquetá      | CURILLO                  |
| Caquetá      | EL DONCELLO              |
| Caquetá      | EL PAUJÍL                |
| Caquetá      | FLORENCIA                |
| Caquetá      | LA MONTAÑITA             |
| Caquetá      | MILÁN                    |
| Caquetá      | MORELIA                  |
| Caquetá      | PUERTO RICO              |
| Caquetá      | SAN JOSÉ DEL FRAGUA      |
| Caquetá      | SAN VICENTE DEL CAGUÁN   |
| Caquetá      | SOLANO                   |
| Caquetá      | SOLITA                   |
| Caquetá      | VALPARAÍSO               |
| Casanare     | AGUAZUL                  |
| Casanare     | CHÁMEZA                  |
| Casanare     | HATO COROZAL             |
| Casanare     | LA SALINA                |
| Casanare     | MANÍ                     |
| Casanare     | MONTERREY                |
| Casanare     | PAZ DE ARIPORO           |
| Casanare     | PORE                     |
| Casanare     | RECETOR                  |
| Casanare     | SABANALARGA              |
| Casanare     | SÁCAMA                   |
| Casanare     | TÁMARA                   |
| Casanare     | TAURAMENA                |
| Casanare     | VILLANUEVA               |
| Cauca        | ARGELIA                  |
| Cauca        | BALBOA                   |
| Cauca        | BUENOS AIRES             |
| Cauca        | CAJIBÍO                  |
| Cauca        | CALDONO                  |
| Cauca        | CALOTO                   |
| Cauca        | CORINTO                  |
| Cauca        | ELTAMBO                  |
| Cauca        | FLORENCIA                |
| Cauca        | GUAPÍ                    |
| Cauca        | JAMBALÓ                  |
| Cauca        | LÓPEZ DE MICAY           |
| Cauca        | MERCADERES               |
| Cauca        | MIRANDA                  |
| Cauca        | MORALES                  |
| Cauca        | PATÍA                    |
| Cauca        | PIAMONTE                 |
| Cauca        | PIENDAMÓ                 |
| Cauca        | SANTA ROSA               |
| Cauca        | SANTANDER DE QUILICHAO   |
| Cauca        | SUÁREZ                   |
| Cauca        | TIMBIQUÍ                 |
| Cauca        | TORIBÍO                  |
| Cesar        | AGUACHICA                |
| Cesar        | AGUSTÍN CODAZZI          |
| Cesar        | BECERRIL                 |
| Cesar        | BOSCONIA                 |
| Cesar        | CHIRIGUANÁ               |
| Cesar        | CURUMANÍ                 |
| Cesar        | EL COPEY                 |
| Cesar        | LA GLORIA                |
| Cesar        | LA JAGUA DE IBIRICO      |
| Cesar        | LA PAZ                   |
| Cesar        | MANAURE BALCÓN DEL CESAR |
| Cesar        | PAILITAS                 |
| Cesar        | PELAYA                   |
| Cesar        | PUEBLO BELLO             |
| Cesar        | SAN DIEGO                |
| Chocó        | ACANDÍ                   |
| Chocó        | BAGADÓ                   |
| Chocó        | BAJO BAUDÓ               |
| Chocó        | BOJAYÁ                   |
| Chocó        | CARMEN DEL DARIÉN        |
| Chocó        | CONDOTO                  |
| Chocó        | EL CARMEN DE ATRATO      |
| Chocó        | EL LITORAL DEL SAN JUAN  |
| Chocó        | ISTMINA                  |
| Chocó        | MEDIO ATRATO             |
| Chocó        | MEDIO SAN JUAN           |
| Chocó        | NÓVITA                   |
| Chocó        | QUIBDÓ                   |
| Chocó        | RIOSUCIO                 |
| Chocó        | SAN JOSÉ DEL PALMAR      |
| Chocó        | SIPÍ                     |
| Chocó        | TADÓ                     |
| Chocó        | UNGUÍA                   |
| Córdoba      | MONTELÍBANO              |
| Córdoba      | PUERTO LIBERTADOR        |
| Córdoba      | SAN JOSÉ DE URÉ          |
| Córdoba      | TIERRALTA                |
| Córdoba      | VALENCIA                 |

| Departamento       | Municipio             |
| ------------------ | --------------------- |
| Cundinamarca       | CABRERA               |
| Cundinamarca       | CHAGUANÍ              |
| Cundinamarca       | EL PEÑÓN              |
| Cundinamarca       | GUAYABAL DE SÍQUIMA   |
| Cundinamarca       | GUAYABETAL            |
| Cundinamarca       | LA PALMA              |
| Cundinamarca       | MEDINA                |
| Cundinamarca       | PARATEBUENO           |
| Cundinamarca       | PULÍ                  |
| Cundinamarca       | SILVANIA              |
| Cundinamarca       | TOPAIPÍ               |
| Cundinamarca       | VIOTÁ                 |
| Guaviare           | CALAMAR               |
| Guaviare           | EL RETORNO            |
| Guaviare           | MIRAFLORES            |
| Guaviare           | SAN JOSÉ DEL GUAVIARE |
| Huila              | ACEVEDO               |
| Huila              | ALGECIRAS             |
| Huila              | BARAYA                |
| Huila              | COLOMBIA              |
| Huila              | HOBO                  |
| Huila              | ISNOS                 |
| Huila              | TELLO                 |
| La Guajira         | DIBULLA               |
| La Guajira         | EL MOLINO             |
| La Guajira         | FONSECA               |
| La Guajira         | LA JAGUA DEL PILAR    |
| La Guajira         | MAICAO                |
| La Guajira         | RIOHACHA              |
| La Guajira         | SAN JUAN DEL CESAR    |
| La Guajira         | URUMITA               |
| La Guajira         | VILLANUEVA            |
| Magdalena          | ARACATACA             |
| Magdalena          | FUNDACIÓN             |
| Meta               | BARRANCA DE UPÍA      |
| Meta               | CUBARRAL              |
| Meta               | EL CALVARIO           |
| Meta               | EL CASTILLO           |
| Meta               | EL DORADO             |
| Meta               | FUENTE DE ORO         |
| Meta               | GRANADA               |
| Meta               | LA MACARENA           |
| Meta               | LAJANÍAS              |
| Meta               | MAPIRIPÁN             |
| Meta               | MESETAS               |
| Meta               | PUERTO CONCORDIA      |
| Meta               | PUERTO GAITÁN         |
| Meta               | PUERTO LLANERAS       |
| Meta               | PUERTO RICO           |
| Meta               | SAN JUAN DE ARAMA     |
| Meta               | SAN JUANITO           |
| Meta               | SAN MARTÍN            |
| Meta               | URIBE                 |
| Meta               | VISTAHERMOSSA         |
| Nariño             | BARBACOAS             |
| Nariño             | CUMBITARA             |
| Nariño             | EL CHARCO             |
| Nariño             | EL PEÑOL              |
| Nariño             | EL ROSARIO            |
| Nariño             | FRANCISCO PIZARRO     |
| Nariño             | IPIALES               |
| Nariño             | LA LLANADA            |
| Nariño             | LA TOLA               |
| Nariño             | LEIVA                 |
| Nariño             | LINARES               |
| Nariño             | LOS ANDES             |
| Nariño             | MAGÜÍ                 |
| Nariño             | MALLAMA               |
| Nariño             | MOSQUERA              |
| Nariño             | OLAYA HERRERA         |
| Nariño             | POLICARPA             |
| Nariño             | PUERRES               |
| Nariño             | RICAUTE               |
| Nariño             | ROBERTO PAGYÁN        |
| Nariño             | SAMANIEGO             |
| Nariño             | SAN ANDRES DE TUMACO  |
| Nariño             | SANTA BÁRBARA         |
| Norte de Santander | BUCARASICA            |
| Norte de Santander | CONVENCIÓN            |
| Norte de Santander | EL CARMEN             |
| Norte de Santander | EL TARRA              |
| Norte de Santander | EL ZULIA              |
| Norte de Santander | HACARÍ                |
| Norte de Santander | LA PLAYA              |
| Norte de Santander | SAN CALIXTO           |
| Norte de Santander | SANTIAGO              |
| Norte de Santander | SARDINATA             |
| Norte de Santander | TEORAMA               |
| Norte de Santander | TIBÚ                  |

| Departamento    | Municipio         |
| --------------- | ----------------- |
| Putumayo        | MOCOA             |
| Putumayo        | ORITO             |
| Putumayo        | PUERTO ASÍS       |
| Putumayo        | PUERTO CAICEDO    |
| Putumayo        | PUERTO GUZMÁN     |
| Putumayo        | PUERTO LEGUÍZAMO  |
| Putumayo        | SAN MIGUEL        |
| Putumayo        | VALLE DEL GUAMUEZ |
| Putumayo        | VILLAGARZÓN       |
| Quindío         | GÉNOVA            |
| Quindío         | PIJAO             |
| Quindío         | SALENTO           |
| Risaralda       | BALBOA            |
| Risaralda       | MISTRATÓ          |
| Risaralda       | PUEBLO RICO       |
| Risaralda       | QUINCHÍA          |
| Santander       | BOLÍVAR           |
| Santander       | CHARTA            |
| Santander       | EL PLAYÓN         |
| Santander       | LA BELLEZA        |
| Santander       | LANDÁZURI         |
| Santander       | MATANZA           |
| Santander       | RIONEGRO          |
| Santander       | SABANA DE TORRES  |
| Santander       | SUCRE             |
| Santander       | SURATÁ            |
| Sucre           | CHALÁN            |
| Sucre           | COLOSÓ            |
| Sucre           | LOS PALMITOS      |
| Sucre           | MORROA            |
| Sucre           | Ovejas            |
| Sucre           | PALMITO           |
| Sucre           | SAN ONOFRE        |
| Sucre           | TOLÚ VIEJO        |
| Tolima          | Alvarado          |
| Tolima          | ANZOÁTEGUI        |
| Tolima          | Ataco             |
| Tolima          | Cajamarca         |
| Tolima          | CASABIANCA        |
| Tolima          | Chaparral         |
| Tolima          | DOLORES           |
| Tolima          | HERVEO            |
| Tolima          | Lérida            |
| Tolima          | MURILLO           |
| Tolima          | Ortega            |
| Tolima          | Planadas          |
| Tolima          | PRADO             |
| Tolima          | RIOBLANCO         |
| Tolima          | RONCESVALLES      |
| Tolima          | Rovira            |
| Tolima          | SAN ANTONIO       |
| Tolima          | SANTA ISABEL      |
| Tolima          | VENADILLO         |
| Tolima          | VILLAHERMOSA      |
| Tolima          | Villarrica        |
| Valle del Cauca | ANSERMANUEVO      |
| Valle del Cauca | Argelia           |
| Valle del Cauca | BOLÍVAR           |
| Valle del Cauca | BUENAVENTURA      |
| Valle del Cauca | Caicedonia        |
| Valle del Cauca | Calima            |
| Valle del Cauca | Agua              |
| Valle del Cauca | LÁGUILA           |
| Valle del Cauca | EL CAIRO          |
| Valle del Cauca | Dovio             |
| Valle del Cauca | Florida           |
| Valle del Cauca | Pradera           |
| Valle del Cauca | RIOFRÍO           |
| Valle del Cauca | Roldanillo        |
| Valle del Cauca | Yotoco            |
| Vaupés          | Carurú            |
| Vichada         | Cumaribo          |